# Карл III де Бурбон
Карл (Шарль) III де Бурбон (фр. Charles III de Bourbon; 17 февраля 1490, Монпансье — 6 мая 1527, Рим) — герцог де Бурбон с 1505 года, граф де Монпансье, дофин Оверни в 1501—1525 годах, герцог Оверни, герцог де Шательро в 1515—1523 годах, граф де Клермон-ан-Бовези, граф де Форе и Ла Марш в 1505—1523 годах, князь Домбский в 1505—1523 годах, виконт де Карла, де Мюра в 1505—1523 годах, сеньор де Божё, де Комбрей, де Меркёр, д’Анноней, де Рош-ан-Бернье, де Бурбон-Ланси в 1505—1523 годах, вице-король Милана в 1516—1521 годах, французский полководец, коннетабль Франции, первый принц крови («второй человек королевства»). В конспирологической литературе рассматривается как великий магистр приората Сиона.

## Родственные связи
Будущий коннетабль был сыном Жильбера, графа де Монпансье и Клары Гонзага (дочери Федерико I Гонзага, маркиза Мантуи). В 1505 году по воле Людовика XII он женился на Сюзанне де Бурбон (1491—1521), дочери Пьера II, герцога де Бурбон и Анны Французской. Тем самым он стал наследником сразу двух линий дома Бурбонов. После смерти Пьера II к Карлу III перешло старшинство среди Бурбонов вместе с герцогским титулом. Все его дети умерли во младенчестве. Положение старшего среди принцев крови после него перешло к графу Вандомскому — прямому предку всех последующих Бурбонов.

## Карьера во Франции

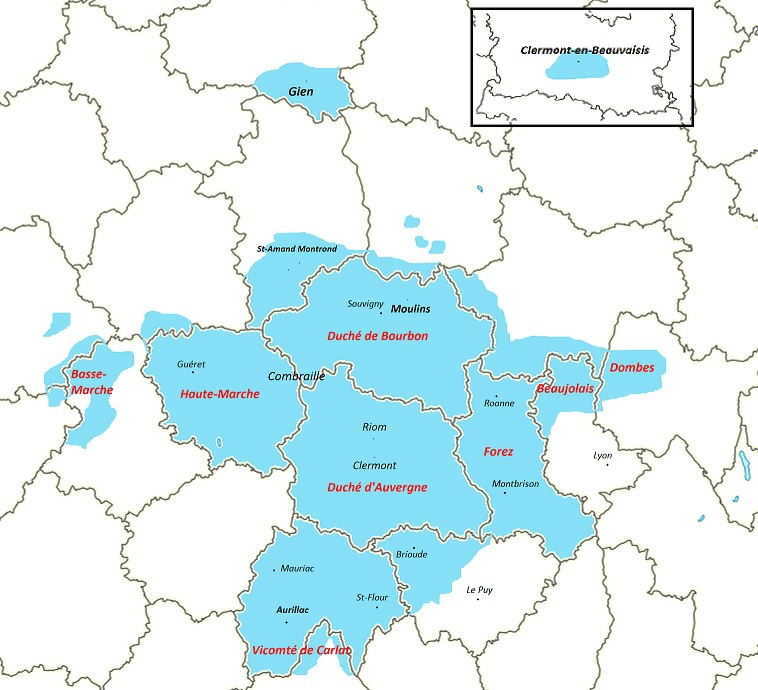
Владения Карла III де Бурбона

При Людовике XII храбрый, щедрый и популярный герцог занял выдающееся место при дворе и в государственном управлении, сумев сохранить его также при Франциске I, сделавшем его коннетаблем. Сражения при Аньяделло и Мариньяно, а также вскоре за тем последовавшая осада Милана обязаны своим благоприятным исходом исключительно его полководческому таланту.
Со временем враждебная Бурбону партия приобрела у короля большее значение. Он был отозван из Милана, удалён от государственных дел и лишён титула коннетабля. Со смертью Сюзанны в 1521 году его положение ещё больше ухудшились. Несмотря на то, что жена сделала его наследником всех своих прав, мать короля, Луиза Савойская, в качестве племянницы герцога Пьера, тоже выступила с претензиями на наследство Бурбонов. По некоторым рассказам, причина разрыва коннетабля с королевским домом лежала в том, что он отверг любовь королевы-матери. Кроме того, он утверждал, что Бурбоны имеют больше прав на престол, чем ангулемская ветвь Валуа: его жена Сюзанна была единственной внучкой Людовика XI, что впрочем, с точки зрения салического закона, не давало ей прав на французскую корону.
Как бы то ни было, возвращение к невыдающемуся положению графа Монпансье совсем не устраивало амбициозного Шарля. Он решился, заручившись помощью Карла V Габсбурга и Генриха VIII Английского, отвоевать себе обратно права и владения. В августе 1522 года начал он с ними тайные переговоры, по которым предполагалось единовременное вторжение союзников во Францию с трёх различных сторон: с Рейна, со стороны Пиренеев и Ла-Манша. В обмен Карл Бурбон получал воссозданное королевство Прованс.

## Вражда с королём
Заговор экс-коннетабля был раскрыт, и Бурбон должен был бежать за пределы Франции. Вслед за тем действительно последовавшие нападения союзников Бурбона на Францию потерпели неудачу, и так как сами французы вторглись, в свою очередь, в Италию и театр войны был перенесен туда же, Бурбон принужден был также перейти Альпы.
В звании «императорского наместника» Шарль де Бурбон был одним из полководцев Карла V, которые одержали весной 1524 года блестящую победу при Гаттинаре и вытеснили французов из Италии. Он повёл победоносное войско через Альпы, осадил Антиб, Фрежю, Тулон, объявил себя графом Прованским, состоявшим в ленной зависимости от Англии, и приступил к осаде Марселя. Осада эта, однако, не увенчалась успехом. Франциск I опять перешёл Альпы и занял Павию.
После продажи своих фамильных драгоценностей экс-коннетабль выручил сумму, на которую нанял немецких ландскнехтов, и с ними разбил при Павии 24 февраля 1525 года французское войско, а самого короля взял в плен. Теперь оставалось ему возобновить только нападение на Францию; но происшедшие после Мадридского мира недоразумения между союзниками, заставили его вместе с войском остаться в Италии.
В мае 1527 года Шарль де Бурбон принимал, во главе немецких наемных войск, участие в осаде Рима и пал одним из первых при восхождении на стену города. Бенвенуто Челлини был одним из многих, оспаривавших честь нанесения ему этого смертельного удара. Он был погребен в Гаэте. Часть конфискованных у коннетабля владений позднее вернул себе его племянник, Людовик III де Монпансье.